# 詹姆斯·哈廷格
詹姆斯·哈廷格（英語：James Vincent Hartinger，1925年4月17日—2000年10月9日）是美国空军将军，從1980年至1981年期間担任北美防空司令部总司令和北美航空航天防御司令部总司令。亦由1982年至1984年担任北美航空航天防务指揮官及空军太空司令部司令（CINCNORAD / COMAFSPC）。他是一名飞行时数超过5000小时的指挥飞行员，并且是太空空间徽章的第一个获得者。